# 国松慶輝
国松 慶輝（くにまつ よしき、1962年12月21日 - ）は、大阪府出身の元プロ野球選手（外野手）。

## 来歴・人物
大商大堺高から、1980年オフにドラフト外で西武ライオンズに入団。一軍の試合に一度も出場することができず、1984年に引退した。
アマチュア野球の指導者に転身のため、引退から20年後の2004年に自由契約選手となった。

## 詳細情報

### 年度別打撃成績
- 一軍公式戦出場なし

### 背番号
- 65 （1981年 - 1984年）